# Vickers Medium Mark I
Vickers Medium Mark I byl britský střední tank vyráběný v meziválečném období firmou Vickers.

## Historie
Britská armáda snížila po válce své tankové síly na pouhých pět praporů, jejichž výzbroj tvořily hlavně tanky Mark V a vylepšený model středního tanku Mark A nazvaný Mark C. Celkem to korespondovalo se skutečností, že se Britové ve 20. létech prakticky vzdali vedoucí role v tankovém vývoji. Po vyčerpání armádního rozpočtu vývojem středního tanku Medium D, který nakonec ztroskotal, bylo Tankové oddělení Válečného úřadu v roce 1923 zrušeno a další vývoj pokračoval již jen v soukromých společnostech, jako byla firma Vickers–Armstrong, která přišla v roce 1921 s dvěma prototypy nového tanku.
Jako odpověď na plán pěchoty na lehký pěchotní tank odvozený z původního středního tanku Medium D přišla firma Vickers se svým lehkým tankem Vickers. Jeho konstrukce připomínala tanky z 1. světové války, měl vysoký kosodélníkový rám pásového podvozku s bočními dveřmi, ale také řadu vylepšení. Jeho věž se mohla otáčet o 360° a podvozek byl odpružený vinutými pružinami, zatímco Mark C měl věž pevnou a postrádal odpružení. Tank Vickers byl s výškou 2,1 m nižší než Mark C a vážil pouze 7,7 t. Poháněl jej 86koňový motor s moderním hydrodynamickým měničem Williams-Jenney, který umožňoval hladký přenos kroutícího momentu motoru. Prvním prototypem byla „ženská“ (Female) verze vybavená třemi 8mm kulomety Hotchkiss M1914. Druhý prototyp, „mužská“ (Male) verze, měl místo jednoho kulometu tříliberní (47mm) kanón, a navíc protiletadlový kulomet. Vzhledově vypadal díky věži a oblé přední části mnohem moderněji než jeho předchůdci. Nicméně zmiňovaný hydrodynamický měnič byl značně nespolehlivý a projekt byl roku 1922 zrušen ve prospěch obecně konvenčnějšího Lehkého tanku Vickers Mark I, který byl v roce 1924 přejmenován na Střední tank Vickers Mark I (Vickers Medium Mark I). První prototypy s označením A2E1 byly odeslány ke zkouškám na Bovingtonskou vojenskou základnu v Dorsetu v roce 1923.

## Popis
Osádku tanku Medium Mark I tvořilo pět mužů. Stroj vážil téměř 12 tun a benzinový osmiválec Armstrong Siddeley s výkonem 90 koní (67 kW) mu umožňoval maximální rychlost 24 km/h. Hlavní výzbroj tvořil tříliberní kanon QF (47 mm), druhotnou čtyři 7,7mm kulomety Hotchkiss a dva 7,92mm kulomety Vickers. Tank neměl souosý kulomet.
Přestože byl obecně konvenčnější, díky nízkému, odpruženému pásovému podvozku s pěti dvojitými pojezdovými koly měl poměrně moderní vzhled. Nevýhodou podvozku byly příliš slabé osy pojezdových kol, které často praskaly, takže za tanky zůstávala „cestička“ z poztrácených kol. Zlepšení přišlo v roce 1931 s vylepšeným odpružením pomocí dvou nestejně dlouhých vinutých pružin. Pro usnadnění oprav nekryl odpružení pancíř. Vpředu a vzadu bylo po jednom napínacím kole.
Vidlicový osmiválec Armstrong Siddeley odvozený z leteckého motoru byl umístěn v korbě vlevo od řidiče, zatímco převodovka se nacházela pod stanovištěm velitele. Generál N. W. Duncan, autor knihy Medium Marks I-III to označil za „neuvěřitelný krok zpět ve světle válečných zkušeností“. Tanky Medium Mark B a Mark VIII totiž měly prostor pro osádku oddělený, aby se zabránilo neblahým účinkům motorových zplodin a hluku na vojáky. Nicméně u tanku Medium Mark I dostala přednost jednoduchost řešení. Čtyřstupňovou nesynchronizovanou převodovku ovládala suchá spojka. Tank se dal startovat elektricky, ale jen pokud byl motor teplý, takže první start se musel vždy provádět ručně.
Benzinové nádrže byly umístěny vzadu, takže palivové potrubí vedlo po celé délce tanku. Benzin se čerpal do sekundární nádrže, odkud proudil samospádem do motoru. Ten byl mazán a částečně chlazen olejem. Pro častý únik oleje byla původní 18litrová nádrž nahrazena 61litrovou. Maximální rychlost stroje činila 24 km/h, operační dojezd byl 190 km.
Tank měl zaoblenou válcovitou třímístnou věž osazenou „rychlopalným“ tříliberním (47 mm) kanonem a čtyřmi nosníky pro uchycení kulometů Hotchkiss. Konstrukční novinka – třímístná věž – znamenala, že velitel tanku nebyl omezován plněním nabíječských či střeleckých úkolů a mohl se plně soustředit na své velitelské povinnosti. To byla v té době velká výhoda, neboť až do nástupu německého Panzerkampfwagen III neměl třímístnou věž žádný jiný tank.
Osádka tanku byla jen nedostatečně chráněna 6,25milimetrovým pancéřováním přinýtovaným k podvozku. Také poměrně vysoký profil stroje nepřispíval k jeho životnosti na bojišti. Situaci osádky ještě zhoršovalo uložení benzinových nádrží ve vnitřních prostorách.

## Operační historie
Střední tank Vickers Medium Mark I nahradil spolu se svým nástupcem Vickers Medium Mark II, což byla lehce upravená modifikace, některé těžké tanky Mark V ve službách Královského tankového pluku. Byl též prvním z celkem 200 tanků vyřazených ze služby v roce 1938.
Medium Mark I byl také prvním tankem, který se dostal do „sériové“ výroby – po 10 kusech francouzského Char 2C dokončených v roce 1921. Pokud jde o následující tank Renault NC27, těch bylo vyrobeno jen asi 30, takže britské střední tanky představovaly ve 20. letech většinu světové tankové produkce. Žádný z nich nikdy nevypálil v boji ani ránu a o jejich chování ve skutečné bitvě se lze jen dohadovat, ale jako jediné moderní tanky v poválečném desetiletí dávaly Britům jedinečnou možnost zkoušet nové nápady týkající se skutečného nasazení obrněných jednotek v boji. Takto získané znalosti se posléze, za 2. světové války, ukázaly jako neocenitelné.

## Poslední existující Medium Mark I
Poslední kus tohoto britského středního tanku se nachází v muzeu Special Services Battalion v Bloemfonteinu v Jižní Africe.